# Kisfeketepatak
Kisfeketepatak (szlovákul: Kobeliarovo, németül: Schwarzen-Seifen) község Szlovákiában, a Kassai kerület Rozsnyói járásában.

## Fekvése
Rozsnyótól 18 km-re, északnyugatra fekszik.

## Története
1466-ban „Fekethepathak” néven említik először, a Bebek család birtoka volt. 1551-ben „Kobelar”, 1773-ban „Kobelarow” néven említik. 1551-ben a faluban egy bírói és 14 jobbágyház állt. A 17. századtól az Andrássy család birtoka. Lakói állattenyésztéssel, szénégetéssel foglalkoztak, illetve a közeli bányákban dolgoztak. Határában rezet, vasat, bizmutot és cinket bányásztak. Az 1709-1710-ben pusztító pestisnek 303 lakos esett áldozatul.
A 18. század végén Vályi András így ír róla: „FEKETE PATAK. Tót falu Gömör Vármegyében, lakosai katolikusok, fekszik hegyek között, lakosai rész szerént bányászok, rész szerént szekeresek. Határja sovány, ’s tulajdonságaira nézve ollyan, mint Fekete Lehota, kivévén, hogy ezek szenet is égetnek, harmadik Osztálybéli.”
1828-ban 54 házában 436 lakos élt. Lakói a 19. században az Alsó-Sajóvölgy vasműveiben dolgoztak.
Borovszky Samu monográfiasorozatának Gömör-Kishont vármegyét tárgyaló része szerint: „Feketepatak, a hasonló nevű völgyben fekvő tót kisközség, 62 házzal és 350 ág. ev. h. vallású lakossal. E községről 1498-ban találunk először írott nyomokat, a mikor a Csetnekiek az urai. A csetneki uradalommal együtt került azután az Andrássyak birtokába. 1786-ban Kobelarow tót nevével is találkozunk. A mult század elején a Parvy és a Rokfalussy családoknak is van itt birtokuk. Hegyei vasat, rezet, czinóbert és biszmutot tartalmaznak. Evangelikus templomának építési ideje ismeretlen. Postája, távírója és vasúti állomása Alsósajó.”
1920-ig Gömör-Kishont vármegye Rozsnyói járásához tartozott.

## Népessége
| Év:            | 1994. | 2004.   | 2014.   | 2024.    |
| -------------- | ----- | ------- | ------- | -------- |
| Emberek száma: | 421   | 433     | 457     | 509      |
| Eltérés:       |       | +2,85 % | +5,54 % | +11,37 % |

| Év:            | 2023. | 2024.   |
| -------------- | ----- | ------- |
| Emberek száma: | 498   | 509     |
| Eltérés:       |       | +2,20 % |

1910-ben 344, túlnyomórészt szlovák anyanyelvű lakosa volt.
2001-ben 423 lakosából 395 szlovák volt.
2011-ben 458 lakosából 447 szlovák.

## Neves emberek
- Itt született Pavel Jozef Šafárik (1795-1861) szlovák költő, nyelvtudós, archeológus. Szülőháza emlékmúzeum.
- Itt született 1886-ban Holéczy Miklós középiskolai rajztanár, a második világháború utáni Gömöri Múzeum igazgatója.

## Nevezetességei
- Evangélikus temploma a 14. század elején épült, 1664-ben és a 19. században átépítették.
- A római katolikus plébánia épülete a község szülöttének, Šafáriknak az emlékmúzeuma. Az emlékmúzeum Šafárik halálának 100. évfordulójára 1961. június 3-án nyílt meg.
- Az evangélikus plébánia a 18. században épült.